# Heymo Böhler
Heymo Böhler (* 23. November 1944 in Heidelberg; † 13. April 2013 in Bayreuth) war ein deutscher Wirtschaftswissenschaftler, bekannt für seinen Schwerpunkt in der Marketingwissenschaft.
Heymo Böhler studierte Wirtschaftswissenschaften an der Universität Mannheim mit den Schwerpunkten Absatzwirtschaft und Organisation. 1976 promovierte er an der RWTH Aachen bei Richard Köhler mit der Arbeit „Methoden und Modelle der Marktsegmentierung“. 1979 folgte er Richard Köhler in die Universität zu Köln Nach einem Habilitandenstipendium der Deutschen Forschungsgemeinschaft für das Fach Betriebswirtschaftslehre habilitierte er sich 1983 dort mit einer Arbeit zum Thema „Strategische Marketing-Früherkennung“.
1984 wurde er auf den Lehrstuhl für Marketing an der Universität Bayreuth berufen. Böhler gilt als eine der Persönlichkeiten, die die Rechts- und Wirtschaftswissenschaftliche Fakultät der Universität Bayreuth zu ihrer heutigen Bedeutung führten.
Seine Forschungsschwerpunkte waren:
- Strategisches Marketing
- Marktforschung
- Konsumentenverhalten
- Planung und Implementierung von Marketing-Maßnahmen
- Marketing-Controlling

Heymo Böhler war Mitbegründer und langjähriger Präsident des Betriebswirtschaftlichen Forschungszentrums für Fragen der mittelständischen Wirtschaft (BFM) an der Universität Bayreuth und Initiator des Bayreuther Ökonomiekongresses.
Heymo Böhler wurde am 31. März 2010 emeritiert. Er war Ehrenpräsident des 3. Bayreuther Ökonomiekongresses.
Er verstarb am 13. April 2013 in Bayreuth.